# Глухово (Владимирская область)
Глухово — село в Собинском районе Владимирской области России, входит в состав Куриловского сельского поселения.

## География
Село расположено на берегу реки Ворша (приток Клязьмы) в 12 км на северо-запад от центра поселения деревни Курилово и в 22 км на северо-запад от райцентра города Собинка.

## История
Близ села располагается древний погост с церковью. В письменных старинных документах погост Санницы в первый раз упоминается в жалованной грамоте царя Иоанна Васильевича 1504 года митрополиту Симону, где Санницы показаны митрополичьим имением. В книгах патриаршего казенного приказа церковь погоста Санниц записана под 1628 годом: «церковь святого пророка Илии на погосте в Санницах, дани 15 алт. 3 ден.» и под 1746 годом: «церковь св. пророка Илии на погосте в Санницах, 2 руб. 40 коп.». Ныне существующая каменная церковь в честь святого пророка Божия Илии построена усердием прихожан: трапезная теплая — в 1843 году, а холодная — в 1851 году. При церкви каменная же колокольня, вместо прежней, деревянной. Церковь и колокольня в 1887 году обнесены каменною оградою. Приход составляют деревни: Глухово, Шаплыгино, Хреново, Калинтьево, Гаврильцево, Новое, Онисимово, Нажирово и сельца Ондифорово, Орехово, Ондарово и Семеновское. Всех дворов в приходе 373, душ мужского пола 1136, женского 1218. В погосте было земское училище.
В конце XIX — начале XX века деревня Глухово и погост Санницы входили в состав Кочуковской волости Владимирского уезда.
С 1929 года село являлось центром Глуховского сельсовета Ставровского района, с 1932 года — в составе Собинского района, с 1945 года — вновь в составе Ставровского района, с 1954 года — в составе Юровского сельсовета, с 1965 года — в составе Собинского района, с 1976 года — в составе Куриловского сельсовета, с 2005 года — Куриловского сельского поселения.

## Население
| 1859 | 1905 | 1926 | 2002 | 2010 | 2021 |
| ---- | ---- | ---- | ---- | ---- | ---- |
| 446  | ↗505 | ↘323 | ↘254 | ↘181 | ↘177 |

## Инфраструктура
В селе расположены МБУК «Глуховский сельский Дом культуры», отделение почтовой связи №601231, сельхозпредприятие ОАО «им. Жуковского».

## Достопримечательности

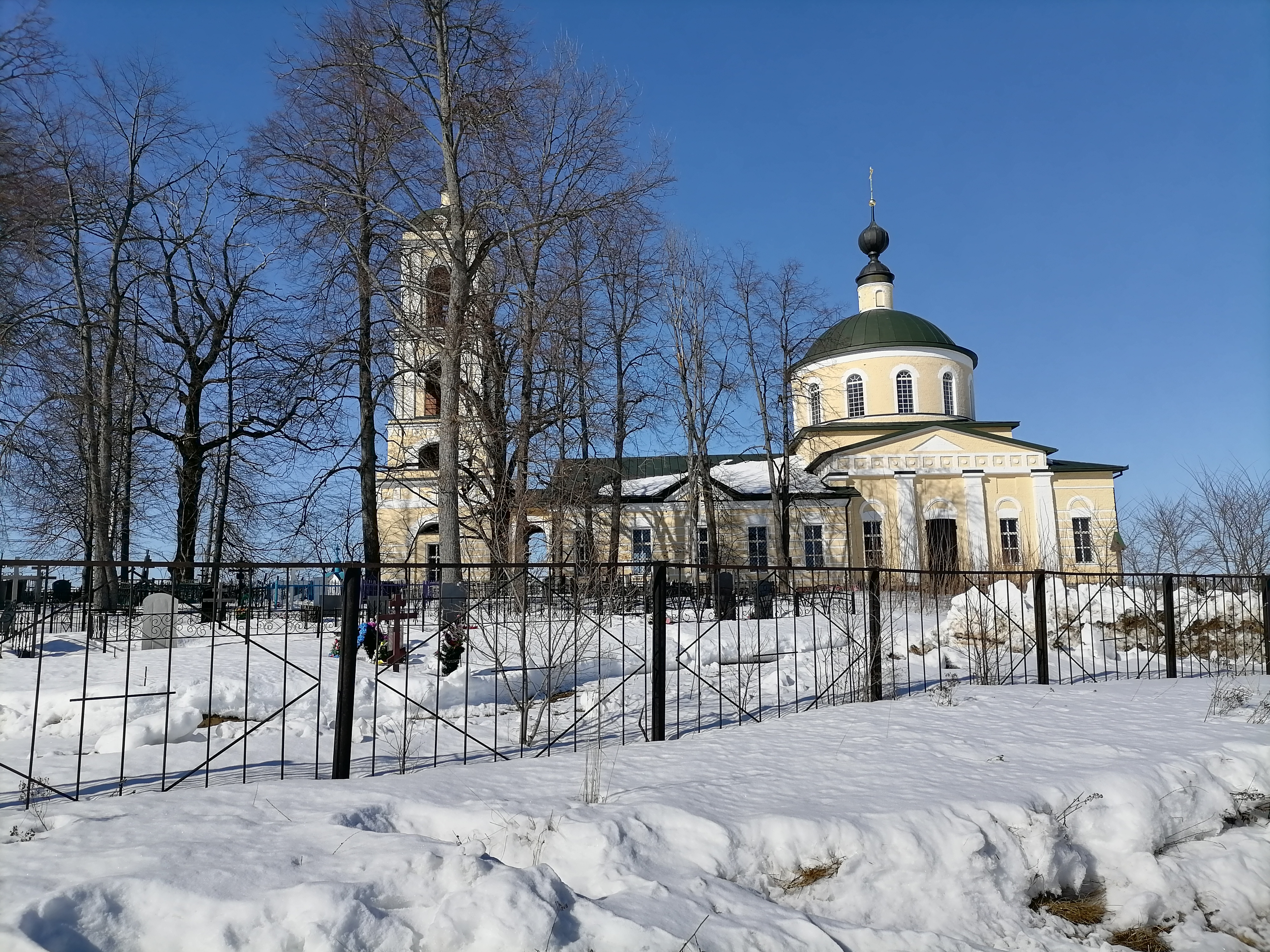

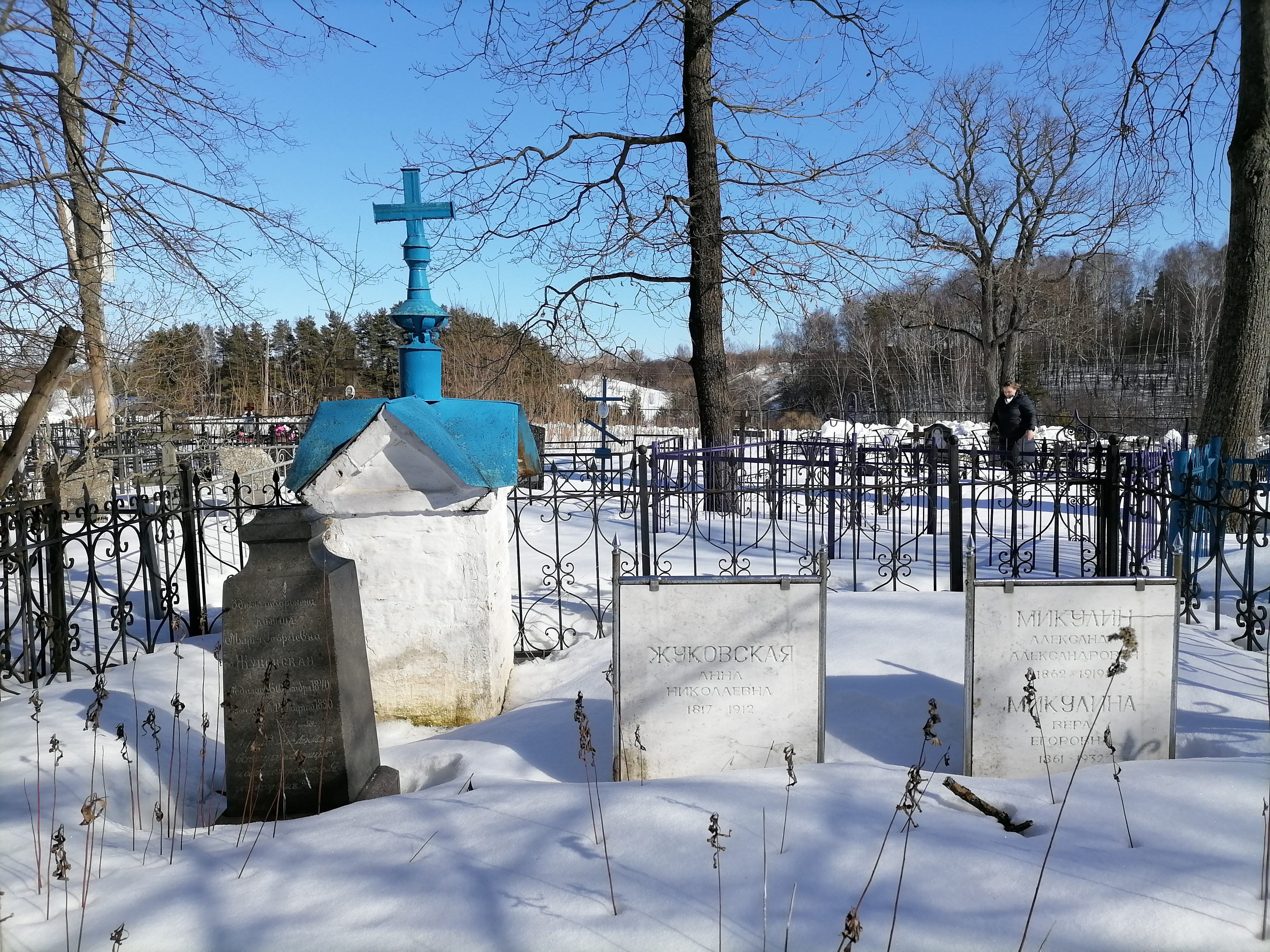
Семейное захоронение Жуковских — Микулиных

В селе находится действующая Церковь Илии Пророка (1843).
На местном кладбище похоронена мать выдающегося отечественного учёного Н. Е. Жуковского Анна Николаевна и другие родственники.